# Канале (Кунео)
Канале (итал. Canale) је насеље у Италији у округу Кунео, региону Пијемонт.
Према процени из 2011. у насељу је живело 4426 становника. Насеље се налази на надморској висини од 191 м.

## Становништво
| 1951. | 1961. | 1971. | 1981. | 1991. | 2001. | 2011. |
| ----- | ----- | ----- | ----- | ----- | ----- | ----- |
| 4.593 | 4.409 | 4.733 | 4.876 | 4.965 | 5.215 | 5.636 |